# Grammy Awards 1982
Am 24. Februar 1982 gab es zum 24. Mal die Verleihung des Grammy, des wichtigsten US-amerikanischen Musikpreises.
Es gab 62 zu gewinnende Kategorien in 19 verschiedenen Feldern bei den Grammy Awards 1982.

## Hauptkategorien
Single des Jahres (Record of the Year):
- Bette Davis Eyes von Kim Carnes

Album des Jahres (Album of the Year):
- Double Fantasy von John Lennon & Yoko Ono

Song des Jahres (Song of the Year):
- Bette Davis Eyes von Kim Carnes (Autoren: Donna Weiss, Jackie DeShannon)

Bester neuer Künstler (Best New Artist):
- Sheena Easton

## Pop
Beste weibliche Gesangsdarbietung – Pop (Best Pop Vocal Performance, Female):
- Lena Horne – The Lady And Her Music, Live On Broadway von Lena Horne

Beste männliche Gesangsdarbietung – Pop (Best Pop Vocal Performance, Male):
- Breakin’ Away von Al Jarreau

Beste Darbietung eines Duos oder einer Gruppe mit Gesang – Pop (Best Pop Performance By A Duo Or Group With Vocals):
- The Boy From New York City von Manhattan Transfer

Beste Instrumentaldarbietung – Pop (Best Pop Instrumental Performance):
- Theme From Hill Street Blues von Larry Carlton & Mike Post

## Rock
Beste weibliche Gesangsdarbietung – Rock (Best Rock Vocal Performance, Female):
- Fire And Ice von Pat Benatar

Beste männliche Gesangsdarbietung – Rock (Best Rock Vocal Performance, Male):
- Jessie’s Girl von Rick Springfield

Beste Darbietung eines Duos oder einer Gruppe mit Gesang – Rock (Best Rock Performance By A Duo Or Group With Vocals):
- Don’t Stand So Close To Me von The Police

Beste Darbietung eines Rockinstrumentals (Best Rock Instrumental Performance):
- Behind My Camel von The Police

## Rhythm & Blues
Beste weibliche Gesangsdarbietung – R&B (Best R&B Vocal Performance, Female):
- Hold On I’m Comin’ von Aretha Franklin

Beste männliche Gesangsdarbietung – R&B (Best R&B Vocal Performance, Male):
- One Hundred Ways von James Ingram

Beste Darbietung eines Duos oder einer Gruppe mit Gesang – Pop (Best R&B Performance By A Duo Or Group With Vocals):
- The Dude von Quincy Jones

Beste Instrumentaldarbietung – R&B (Best R&B Instrumental Performance):
- All I Need Is You von David Sanborn

Bester R&B-Song (Best R&B Song):
- Just The Two Of Us von Grover Washington Jr. & Bill Withers (Autoren: Bill Withers, Ralph MacDonald, William Salter)

## Country
Beste weibliche Gesangsdarbietung – Country (Best Country Vocal Performance, Female):
- 9 to 5 von Dolly Parton

Beste männliche Gesangsdarbietung – Country (Best Country Vocal Performance, Male):
- (There’s) No Gettin’ Over Me von Ronnie Milsap

Beste Countrydarbietung eines Duos oder einer Gruppe mit Gesang (Best Country Performance By A Duo Or Group With Vocal):
- Elvira von den Oak Ridge Boys

Bestes Darbietung eines Countryinstrumentals (Best Country Instrumental Performance):
- Country After All These Years von Chet Atkins

Bester Countrysong (Best Country Song):
- 9 To 5 von Dolly Parton

## Jazz
Beste Jazz-Gesangsdarbietung, weiblich (Best Jazz Vocal Performance, Female):
- Digital III At Montreux von Ella Fitzgerald

Beste Jazz-Gesangsdarbietung, männlich (Best Jazz Vocal Performance, Male):
- Blue Rondo A La Turk von Al Jarreau

Beste Jazz-Gesangsdarbietung, Duo oder Gruppe (Best Jazz Vocal Performance, Duo Or Group):
- Until I Met You (Corner Pocket) von Manhattan Transfer

Beste Jazz-Instrumentaldarbietung, Solist (Best Jazz Instrumental Performance, Soloist):
- Bye Bye Blackbird von John Coltrane

Beste Jazz-Instrumentaldarbietung, Gruppe (Best Jazz Instrumental Performance, Group):
- Chick Corea & Gary Burton In Concert – Zurich, October 28, 1979 von Chick Corea & Gary Burton

Beste Jazz-Instrumentaldarbietung, Big Band (Best Jazz Instrumental Performance, Big Band):
- Walk On The Water von Gerry Mulligan

Beste Jazz-Fusion-Darbietung, Gesang oder instrumental (Best Jazz Fusion Performance, Vocal Or Instrumental):
- Winelight von Grover Washington junior

## Gospel
Beste traditionelle Gospel-Darbietung (Best Gospel Performance, Traditional):
- The Masters V von The Masters V

Beste zeitgenössische oder Inspirational-Gospel-Darbietung (Best Gospel Performance, Contemporary Or Inspirational):
- Priority von den Imperials

Beste traditionelle Soul-Gospel-Darbietung (Best Soul Gospel Performance, Traditional):
- The Lord Will Make A Way von Al Green

Beste zeitgenössische Soul-Gospel-Darbietung (Best Soul Gospel Performance, Contemporary):
- Don’t Give Up von Andraé Crouch

Beste Inspirational-Darbietung (Best Inspirational Performance):
- Amazing Grace von B. J. Thomas

## Latin
Beste Latin-Aufnahme (Best Latin Recording)
- Guajira pa’ la jeva von Clare Fischer

## Folk
Beste Ethnofolk- oder traditionelle Folk-Aufnahme (Best Ethnic Or Traditional Recording):
- There Must Be A Better World Somewhere von B. B. King

## Für Kinder
Beste Aufnahme für Kinder (Best Recording For Children):
- Sesame Country von den Muppets, Glen Campbell, Crystal Gayle, Loretta Lynn & Tanya Tucker (Produzenten: Dennis Scott, Jim Henson)

## Sprache
Beste Aufnahme von gesprochenem Text, Dokumentation oder Schauspiel (Best Spoken Word, Documentary or Drama Recording):
- Curt Siodmak: Donovan's Brain von Orson Welles

## Comedy
Beste Comedy-Aufnahme (Best Comedy Recording):
- Rev. Du Rite von Richard Pryor

## Musical Show
Bestes Cast-Show-Album (Best Cast Show Album):
- Lena Horne – The Lady And Her Music, Live On Broadway von Lena Horne (Produzent: Quincy Jones)

## Komposition / Arrangement
Beste Instrumentalkomposition (Best Instrumental Composition):
- The Theme From Hill Street Blues (Komponist: Mike Post)

Bestes Album mit Originalmusik geschrieben für einen Film oder ein Fernsehspecial (Best Album Of Original Score Written For A Motion Picture Or A Television Special):
- Raiders of the Lost Ark (Komponist: John Williams)

Bestes Instrumentalarrangement (Best Instrumental Arrangement):
- Velas von Quincy Jones (Arrangeure: Quincy Jones, Johnny Mandel)

Bestes Instrumentalarrangement mit Gesangsbegleitung (Best Instrumental Arrangement Accompanying Vocals):
- Ai no corrida von Quincy Jones (Arrangeure: Jerry Hey, Quincy Jones)

Bestes Gesangsarrangement für zwei oder mehr Stimmen (Best Vocal Arrangement For Two Or More Voices):
- A Nightingale Sang in Berkeley Square von Manhattan Transfer (Arrangeur: Gene Puerling)

## Packages und Album-Begleittexte
Bestes Album-Paket (Best Album Package):
- Tattoo You von den Rolling Stones (Künstlerischer Leiter: Peter Corriston)

Bester Album-Begleittext (Best Album Notes):
- Erroll Garner – Master Of The Keyboard von Erroll Garner (Verfasser: Dan Morgenstern)

## Historische Aufnahmen
Bestes historisches Album (Best Historical Album):
- Hoagy Carmichael – From Stardust To Ole Buttermilk Sky von Hoagy Carmichael (Produzenten: Michael Brooks, George Spitzer)

## Produktion und Technik
Beste technische Aufnahme, ohne klassische Musik (Best Engineered Recording, Non-Classical):
- Gaucho von Steely Dan (Technik: Bill Schnee, Elliot Scheiner, Jerry Garszva, Roger Nichols)

Beste technische Klassikaufnahme (Best Engineered Recording, Classical):
- Isaac Stern 60th Anniversary Celebration von Isaac Stern, Itzhak Perlman, Pinchas Zukerman und den New Yorker Philharmonikern unter Leitung von Zubin Mehta (Technik: Andrew Kazdin, Edward T. Graham, Ray Moore)

Produzent des Jahres (Producer Of The Year):
- Quincy Jones

Klassik-Produzent des Jahres (Classical Producer Of The Year):
- James Mallinson

## Klassische Musik
Bestes Klassik-Album (Best Classical Album):
- Mahler: Symphonie Nr. 2 in C-Moll des Chicago Symphony Orchestra und Chor unter Leitung von Georg Solti

Beste klassische Orchesteraufnahme (Best Classical Orchestral Recording):
- Mahler: Symphonie Nr. 2 in C-Moll des Chicago Symphony Orchestra und Chor unter Leitung von Georg Solti

Beste Opernaufnahme (Best Opera Recording):
- Janáček: Aus einem Totenhaus von Jiri Zahradniced, Ivo Zidek, Vaclav Zitek und den Wiener Philharmonikern unter Leitung von Charles Mackerras

Beste Chor-Darbietung (ohne Oper) (Best Choral Performance other than opera):
- Haydn: Die Schöpfung von der Academy of St. Martin in the Fields und Chor unter Leitung von Neville Marriner

Beste Soloinstrument-Darbietung mit Orchester (Best Classical Performance – Instrumental Soloist with Orchestra):
- Isaac Stern 60th Anniversary Celebration von Itzhak Perlman, Isaac Stern, Pinchas Zukerman und den New Yorker Philharmonikern unter Leitung von Zubin Mehta

Beste Soloinstrument-Darbietung ohne Orchester (Best Classical Performance – Instrumental Soloist without Orchestra):
- The Horowitz Concerts 1979/80 von Vladimir Horowitz

Beste Kammermusik-Darbietung (Best Chamber Music Performance):
- Tschaikowski: Klaviertrio in A-Moll von Wladimir Aschkenasi, Lynn Harrell und Itzhak Perlman

Beste klassische Solo-Gesangsdarbietung (Best Classical Vocal Soloist Performance):
- Live From Lincoln Center – Sutherland / Horne / Pavarotti von Marilyn Horne, Luciano Pavarotti, Joan Sutherland und dem New York City Opera Orchestra unter Leitung von Richard Bonynge

## Musikvideo
Video des Jahres (Video of the Year):
- Michael Nesmith In Elephant Parts von Michael Nesmith

## Special Merit Awards
Der Grammy Lifetime Achievement Award und der Trustees Award wurden 1982 nicht vergeben.